# 10140 Війон
10140 Війон (10140 Villon) — астероїд головного поясу, відкритий 19 вересня 1993 року.
Тіссеранів параметр щодо Юпітера — 3,501.
Названий у пам'ять про Франсуа Війона (фр. François Villon; 1431 — 1463), одного з найбільших французьких ліриків, відомого своїми баладами, піснями і поемами.